# Aarão (Livro de Mórmon)
Aarão, filho do rei Mosias (100 a.C. e 74 a.C.), é um personagem do Livro de Mórmon, nefita.
Segundo o Livro de Mórmon, embora seu pai fosse justo, Aarão era incrédulo e, junto com seus irmãos Amon, Ômner e Hímni, e Alma, filho do sumo-sacerdote, combatia os que criam na vinda do Messias (isto é: a Igreja).
Em resposta às orações do sumo-sacerdote Alma, do rei Mosias e dos crentes no advento do Messias, um anjo de Deus apareceu a Aarão e seus companheiros, fazendo-os arrependerem-se e tornarem-se crentes na Palavra de Deus.
Aarão provavelmente era o segundo filho de Mosias, e recusou-se a assumir o trono de seu pai, assim como seus irmãos, para pregar entre os lamanitas, seus inimigos.
Logo que chegou à terra dos lamanitas, foi preso, sendo libertado por intervensão de Amon, seu irmão, que havia ensinado e convertido Lamôni, vice-rei e filho do rei dos lamanitas. Depois disso obteve grande sucesso, tendo pregado, convertido e batizado o rei deste povo. Devido ao grande sucesso de sua pregação, e de seus irmãos, grande parte dos lamanitas se converteram e adotaram o nome de ânti-néfi-leítas.
Pregou também a grupos dissidentes nefitas como os amalequitas e os zoramitas, não obtendo muito sucesso entre estes.
Uma cidade nefita recebeu o nome de Cidade de Aarão em sua homenagem.